# Казьмежево (Накельський повіт)
Казьмежево (пол. Kaźmierzewo, нім. Kasdorf) — село в Польщі, у гміні Мроча Накельського повіту Куявсько-Поморського воєводства.
Населення — 185 осіб (2011).
У 1975-1998 роках село належало до Бидгощського воєводства.

## Демографія
Демографічна структура станом на 31 березня 2011 року:
|          | Загалом | Допрацездатний вік | Працездатний вік | Постпрацездатний вік |
| -------- | ------- | ------------------ | ---------------- | -------------------- |
| Чоловіки | 91      | 23                 | 59               | 9                    |
| Жінки    | 94      | 23                 | 50               | 21                   |
| Разом    | 185     | 46                 | 109              | 30                   |